# Mesoleptus volubilis
Mesoleptus volubilis là một loài tò vò trong họ Ichneumonidae.